# Эммс Трофи
Эммс Трофи (англ. Emms Trophy) — приз, вручаемый победителю Центрального Дивизиона Хоккейной лиги Онтарио (OHL), названный в честь Лейтона «Хэпа» Эммса. Впервые вручён в сезоне 1975/76.

## Победители
- 2023-24: Норт-Бей Батталион (4)
- 2022-23: Норт-Бей Батталион (3)
- 2021-22: Норт-Бей Батталион (2)
- 2020-21: Сезон был отменён из-за пандемии коронавируса
- 2019-20: Садбери Вулвз (2)
- 2018-19: Ниагара АйсДогз (2)
- 2017-18: Барри Кольтс (8)
- 2016–17: Миссиссога Стилхедс (1)
- 2015-16: Барри Кольтс (7)
- 2014-15: Барри Кольтс (6)
- 2013-14: Норт-Бей Батталион (1)
- 2012-13: Барри Кольтс (5)
- 2011-12: Ниагара АйсДогз (1)
- 2010-11: Миссиссога Сент-Майклс Мэйджорс (1)
- 2009-10: Барри Кольтс (4)
- 2008-09: Брамптон Батталион (4)
- 2007-08: Брамптон Батталион (3)
- 2006-07: Барри Кольтс (3)
- 2005-06: Брамптон Батталион (2)
- 2004-05: Миссиссога АйсДогс (1)
- 2003-04: Торонто Сент-Майклз Мэйджорс (2)
- 2002-03: Брамптон Батталион (1)
- 2001-02: Торонто Сент-Майклз Мэйджорс (1)
- 2000-01: Садбери Вулвз (1)
- 1999-00: Барри Кольтс (2)
- 1998-99: Барри Кольтс (1)
- 1997-98: Гелф Шторм (3)
- 1996-97: Китченер Рейнджерс (5)
- 1995-96: Гелф Шторм (2)
- 1994-95: Гелф Шторм (1)
- 1993-94: Детройт Джуниор Ред Уингз (1)
- 1992-93: Су-Сент-Мари Грейхаундз (5)
- 1991-92: Су-Сент-Мари Грейхаундз (4)
- 1990-91: Су-Сент-Мари Грейхаундз (3)
- 1989-90: Лондон Найтс (2)
- 1988-89: Китченер Рейнджерс (4)
- 1987-88: Уинсор Компьюуэйр Спитфайрз (2)
- 1986-87: Норт-Бей Центенниалз (2)
- 1985-86: Норт-Бей Центенниалз (1)
- 1984-85: Су-Сент-Мари Грейхаундз (2)
- 1983-84: Китченер Рейнджерс (3)
- 1982-83: Су-Сент-Мари Грейхаундз (1)
- 1981-82: Китченер Рейнджерс (2)
- 1980-81: Китченер Рейнджерс (1)
- 1979-80: Уинсор Спитфайрз (1)
- 1978-79: Ниагара-Фолс Флайерз (1)
- 1977-78: Лондон Найтс (1)
- 1976-77: Гамильтон Финкапс (2)
- 1975-76: Гамильтон Финкапс (1)